# نينتندو إي شوب
نينتندو إي شوب (بالإنجليزية: Nintendo eShop)‏ (باليابانية: ニンテンドーeショップ
) هي خدمة توزيع رقمية مخصصة لجهازيْ نينتندو سويتش وخليفته المرتقب نينتندو سويتش 2، كانت من قبلهما تُقدّم من خلال خدمة نينتندو نتورك (بالإنجليزية: Nintendo Network)‏ لجهازيْ وي يو ونينتندو 3دي أس. دُشِّنت هذه الخدمة في يونيو 2011 على جهاز نينتندو 3دي أس، خلفًا لخدمة وي شوب تشانيل (بالإنجليزية: Wii Shop Channel)‏ ومتجر نينتندو دي إس آي شوب (بالإنجليزية: DSi Shop)‏. وهي أيضًا برنامج متعدد المهام، أي يسهل الوصول إليه ولو في أثناء تشغيل لعبة في الخلفية. تقدّم هذه الخدمة ألعابًا يمكن تحميلها، ونسخًا توضيحية مجانية من الألعاب، وبرامج، وخدمات بث مباشر للفيديوهات، وتقييمات من المستهلكين، وأخبارًا عن الإصدارات القادمة من الألعاب. وقد قرّرت نينتندو إيقاف هذه الخدمة لأجهزة وي يو ونينتندو 3دي أس على مستوى العالم في مارس 2023، فصارت مقتصرة على أجهزة سويتش دون سواها.